# Útušice
Útušice település Csehországban, a Dél-plzeňi járásban. Útušice Chlumčany, Čižice, Dolní Lukavice, Dobřany, Předenice, Plzeň és Štěnovice településekkel határos. Lakosainak száma 724 fő (2024. január 1.).

## Népesség
A település lakosságának változását az alábbi diagram mutatja:
| Lakosok száma | 484  | 619  | 756  | 619  | 596  | 516  | 665  | 678  | 692  | 724  |
|               | 1869 | 1890 | 1921 | 1950 | 1980 | 2001 | 2017 | 2019 | 2022 | 2024 |